# Khoảng cách Mặt Trăng (thiên văn học)
Khoảng cách Trái Đất – Mặt Trăng tức thời, hay khoảng cách tới Mặt Trăng, là khoảng cách từ tâm của Trái Đất đến tâm của Mặt Trăng. Khoảng cách Mặt Trăng (ký hiệu: LD hay {\textstyle \Delta _{\oplus L}}), hay khoảng cách đặc trưng Trái Đất – Mặt Trăng, là một đơn vị đo khoảng cách trong thiên văn học. Một cách chính xác hơn, nó bằng độ dài bán trục lớn của quỹ đạo của Mặt Trăng quanh Trái Đất. Khoảng cách Mặt Trăng xấp xỉ 400.000 km, bằng khoảng một phần tư của một triệu dặm hay 1,28 giây ánh sáng, và khoảng 30 lần đường kính Trái Đất. Một đơn vị thiên văn ít hơn một chút so với 400 lần khoảng cách Mặt Trăng.
Bán trục lớn có giá trị độ dài bằng 384399 km. Khoảng cách trung bình theo thời gian giữa các tâm của Trái Đất và của Mặt Trăng là 385000,6 km. Khoảng cách thực sự biến đổi trên suốt quỹ đạo của Mặt Trăng, từ 356500 km tại điểm cận địa tới 406700 km tại điểm viễn địa, dẫn đến khoảng chênh lệch 50200 km.
Khoảng cách Mặt Trăng thường được sử dụng để mô tả khoảng cách tới các thiên thể gần Trái Đất. Bán trục lớn của quỹ đạo Mặt Trăng là một dữ liệu thiên văn quan trọng; đo khoảng chính xác tới từng milimet sẽ xác định được bán trục lớn chính xác tới cỡ một vài decimet; nó có những hệ quả ứng dụng để kiểm tra các lý thuyết hấp dẫn như thuyết tương đối rộng, và để tinh chỉnh các giá trị thiên văn khác như khối lượng Trái Đất, bán kính Trái Đất, và chu kỳ tự quay của Trái Đất. Phép đo đạc cũng có những ứng dụng trong việc đặc trưng hóa bán kính Mặt Trăng, khối lượng của Mặt Trời và khoảng cách tới Mặt Trời.
Các phép đo chính xác tới cỡ milimet của khoảng cách Mặt Trăng được thực hiện bằng cách đo thời gian để ánh sáng truyền từ trạm phát trên Trái Đất tới các hệ thống phản xạ ngược đặt trên Mặt Trăng. Mặt Trăng đang di chuyển ngày càng xa dần Trái Đất với tốc độ trung bình 3,8 cm (1,5 in) mỗi năm, điều này được phát hiện bởi Thí nghiệm đo khoảng cách đến Mặt Trăng bằng tia laser.

## Giá trị
| Đơn vị                 | Giá trị trung bình | Độ bất định | Ghi chú       |
| ---------------------- | ------------------ | ----------- | ------------- |
| mét                    | 3,84399×108        | 1,1 mm      | [ 1 ]         |
| kilômét                | 384.399            | 1,1 mm      | [ 1 ]         |
| dặm (mi)               | 238.854            | 0,043 in    | [ 1 ]         |
| bán kính Trái Đất (R🜨) | 60,32              |             | [ 12 ]        |
| AU                     | 1/388,6 = 0,00257  |             | [ 13 ] [ 14 ] |
| giây ánh sáng          | 1,282              | 37,5×10−12  | [ 1 ]         |

Khoảng cách giữa Trái Đất và Mặt Trăng (giá trị bình quân) – kích cỡ và khoảng cách vẽ theo tỉ lệ.

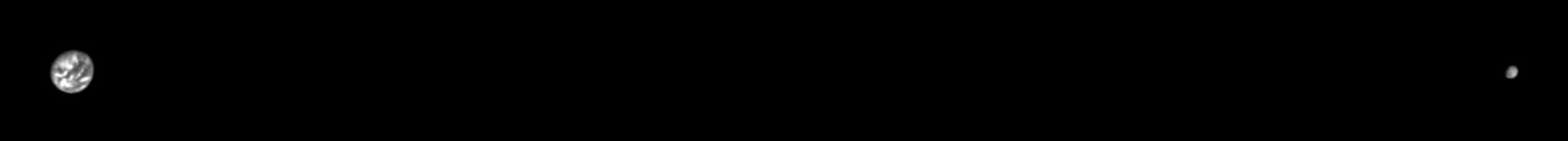
Bức ảnh Trái Đất và Mặt Trăng, chụp bởi tàu thăm dò OSIRIS-REx

- Một AU, hay đơn vị thiên văn bằng 389 khoảng cách Mặt Trăng.[15]
- Một năm ánh sáng bằng 24.611.700 LD.[15][16]
- Quỹ đạo địa tĩnh (GEO) ở khoảng cách 42164 km tính từ tâm Trái Đất, hay 1/9,117 LD = 0,10968 LD

## Sự biến thiên
Khoảng cách Mặt Trăng tức thời đang liên tục thay đổi. Trên thực tế, khoảng cách thực sự giữa Mặt Trăng và Trái Đất có thể thay đổi nhanh đến 75 mét trên giây, hay hơn 1.000 km (620 mi) trong 6 giờ, do quỹ đạo không tròn của nó. Có nhiều yếu tố khác cũng ảnh hưởng đến khoảng cách Mặt Trăng, một số được mô tả trong phần này.

### Nhiễu loạn hấp dẫn và độ lệch tâm
Khoảng cách tới Mặt Trăng có thể được đo với độ chính xác tới 2 mm trong khoảng thời gian lấy mẫu 1 giờ, dẫn đến độ bất định tổng thể vào cỡ một decimet đối với bán trục lớn. Tuy nhiên, do quỹ đạo hình elip của nó với độ lệch tâm thay đổi, khoảng cách tức thời thay đổi theo chu kỳ hàng tháng. Hơn nữa, khoảng cách chịu ảnh hưởng nhiễu loạn bởi các hiệu ứng hấp dẫn của các thiên thể khác nhau – đáng kể nhất là Mặt Trời và ít hơn là Sao Kim và Sao Mộc. Các loại lực khác gây ra nhiễu loạn nhỏ là: lực hấp dẫn đối với các hành tinh khác và các tiểu hành tinh trong Hệ Mặt Trời; các lực thủy triều; và các hiệu ứng tương đối tính. Ảnh hưởng của áp suất bức xạ từ Mặt Trời đóng góp một lượng ± 3,6 mm vào khoảng cách Mặt Trăng.
Mặc dù độ bất định tức thời chỉ vào cỡ vài milimet, khoảng cách Mặt Trăng đo được có thể thay đổi tới hơn 21000 km so với giá trị trung bình trong suốt thời gian một tháng điển hình. Những yếu tố nhiễu loạn này đã được hiểu rõ và khoảng cách Mặt Trăng trong vài nghìn năm có thể được mô hình hóa chính xác.

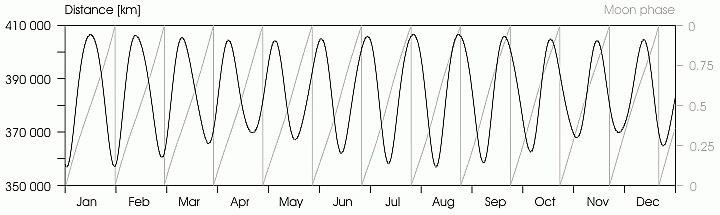
Khoảng cách từ Mặt Trăng tới Trái Đất và các pha Mặt Trăng vào năm 2014.Các pha Mặt Trăng: 0 (1) – trăng non, 0,25 – bán nguyệt đầu tháng, 0,5 – trăng tròn, 0,75 – bán nguyệt cuối tháng.

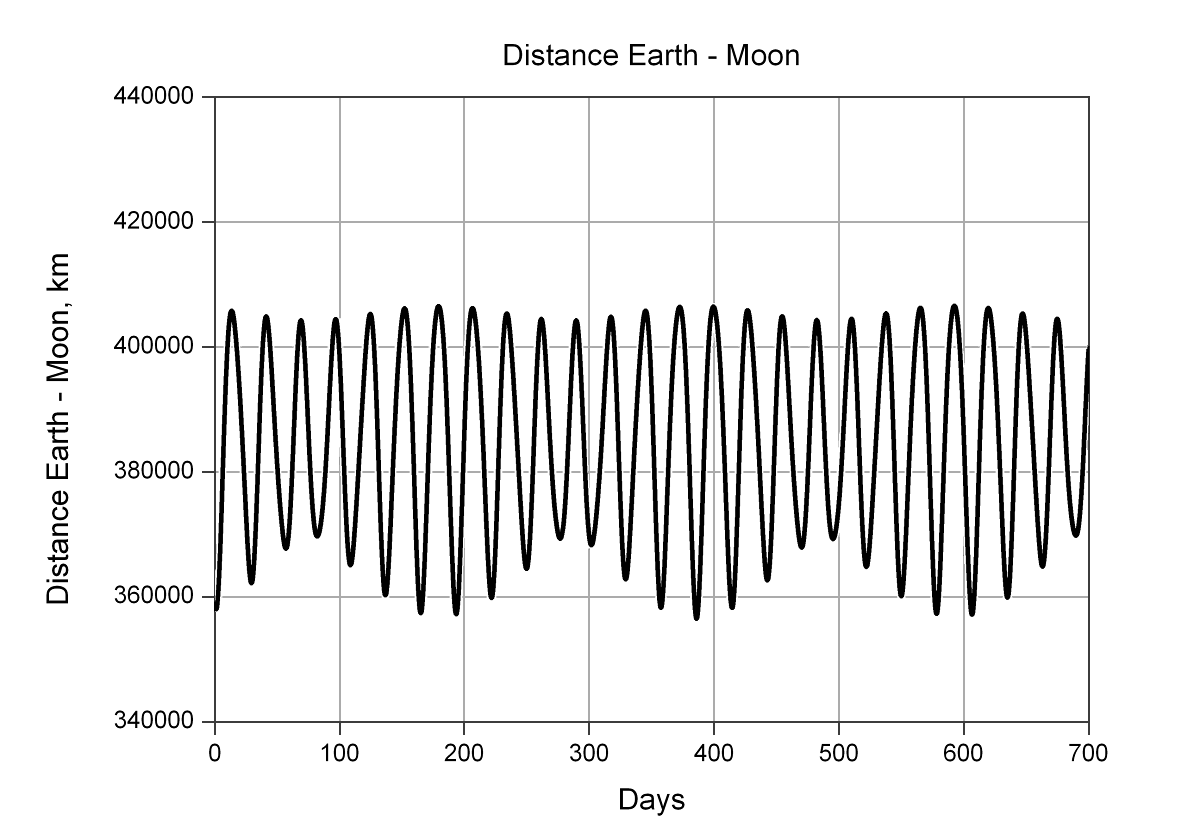
Biến thiên của khoảng cách giữa tâm của Mặt Trăng và Trái Đất trong thời gian 700 ngày.

### Tiêu tán thủy triều
Do tác động của các lực thủy triều, mô men động lượng của sự tự quay của Trái Đất được truyền từ từ tới quỹ đạo của Mặt Trăng. Kết quả là tốc độ quay của Trái Đất đang ngày càng giảm (với tốc độ 2,4 milimet trên một thế kỷ), và quỹ đạo Mặt Trăng đang từ từ mở rộng. Tốc độ rời xa ở hiện tại là 3,830±0,008 cm mỗi năm. Tuy nhiên, người ta cho rằng tốc độ này chỉ mới tăng lên gần đây, bởi tốc độ rời xa 3,8 cm/năm sẽ có nghĩa là tuổi của Mặt Trăng chỉ có 1,5 tỉ năm, trong khi số tuổi được giới khoa học đồng thuận là khoảng 4 tỉ năm. Tốc độ rời xa cao bất thường này cũng được dự đoán là sẽ tiếp tục gia tăng.
Khoảng cách Mặt Trăng được dự đoán là sẽ tiếp tục tăng cho đến khi (trên lý thuyết) hệ Trái Đất và Mặt Trăng trở nên khóa thủy triều, tương tự như Diêm Vương Tinh và mặt trăng Charon. Điều này sẽ xảy ra khi thời gian chu kỳ quỹ đạo của Mặt Trăng bằng chu kỳ tự quay của Trái Đất, được ước tính sẽ bằng 47 chu kỳ tự quay (ngày) hiện tại của chúng ta. Hai thiên thể khi đó sẽ ở trạng thái cân bằng, và không còn sự trao đổi động năng quay. Tuy nhiên, các mô hình dự đoán rằng cần phải mất 50 tỉ năm để đạt tới trạng thái này, tức là lâu hơn đáng kể so với tuổi thọ được dự tính của hệ Mặt Trời.

### Lịch sử quỹ đạo
Các phép đo bằng laser cho thấy rằng khoảng cách Mặt Trăng bình quân đang ngày càng tăng, từ đó có thể suy ra rằng trong quá khứ Mặt Trăng đã từng gần Trái Đất hơn, và thời gian một ngày trên Trái Đất là ngắn hơn. Nghiên cứu về hóa thạch của động vật thân mềm từ thời kỳ Campanian (80 triệu năm trước) cho thấy rằng thời đó một năm có 372 ngày (một ngày gồm 23 giờ 33 phút), từ đó suy ra khoảng cách Mặt Trăng khi đó bằng 60,05 R🜨 (383.000 km). Các chứng cứ địa chất cho thấy khoảng cách Mặt Trăng trung bình bằng 52 R🜨 (332.000 km) vào thời kỳ Tiền Cambri; 2500 triệu năm trước thời điểm hiện tại.
Giả thuyết vụ va chạm lớn, một giả thuyết được chấp nhận rộng rãi, phát biểu rằng Mặt Trăng được tạo ra là kết quả của một vụ va chạm khốc liệt giữa Trái Đất sơ khai và một hành tinh khác, dẫn đến sự tích tụ lại các mảnh vỡ ở khoảng cách ban đầu 3,8 R🜨 (24.000 km). Trong giả thuyết này, vụ va chạm ban đầu được cho là đã xảy ra 4,5 tỉ năm về trước.

## Lịch sử đo đạc
Cho đến cuối những năm 1950, tất cả các phép đo khoảng cách Mặt Trăng đều dựa trên phép đo góc quang học: phép đo chính xác sớm nhất là của Hipparchus vào thế kỷ thứ 2 trước Công Nguyên. Thời đại Không gian đánh dấu một bước ngoặt khi độ chính xác của giá trị này đã được cải thiện nhiều. Trong những thập niên 1950 và 1960, đã có các thí nghiệm sử dụng radar, laser và tàu vũ trụ, được tiến hành với ứng dụng của quá trình xử lý và mô hình hóa máy tính.
Phần này nhằm minh họa một số phương pháp xác định khoảng cách Mặt Trăng có ý nghĩa lịch sử hoặc thú vị, và không nhằm mục đích trở thành một danh sách đầy đủ hay triệt để.

### Thị sai
Phương pháp cổ nhất để xác định khoảng cách Mặt Trăng liên quan đến việc đo góc giữa Mặt Trăng và một điểm tham chiếu đã chọn đồng thời từ nhiều địa điểm khác nhau, rồi dùng tính toán hình học để tìm ra khoảng cách. Sự đồng bộ hóa có thể được phối hợp bằng cách thực hiện phép đo vào một thời điểm đã thống nhất trước, hoặc trong khi diễn ra một sự kiện mà tất cả các bên đều quan sát được. Trước khi có các thời kế cơ học chính xác, sự kiện đồng bộ được sử dụng thường là một nguyệt thực, hoặc thời điểm Mặt Trăng đi qua đường kinh tuyến (nếu những người quan sát đều có chung kinh độ). Kỹ thuật đo đạc này được gọi là thị sai Mặt Trăng.
Để tăng độ chính xác, một vài sự hiệu chỉnh phải được thực hiện, ví dụ như điều chỉnh góc đo được để tính đến sự khúc xạ và sai lệch của ánh sáng khi truyền qua khí quyển.

#### Nguyệt thực
Những nỗ lực ban đầu để đo khoảng cách tới Mặt Trăng lợi dụng các quan sát về nguyệt thực, kết hợp với hiểu biết về bán kính Trái Đất, và hiểu biết rằng Mặt Trời ở xa hơn nhiều so với Mặt Trăng. Bằng cách quan sát vị trí hình học của một nguyệt thực, khoảng cách Mặt Trăng có thể tính được nhờ sử dụng lượng giác.
Các ghi chép sớm nhất về nỗ lực đo khoảng cách Mặt Trăng sử dụng kỹ thuật này là do nhà thiên văn và toán học Hy Lạp Aristarchus xứ Samos ở thế kỷ thứ 4 TCN và sau đó là Hipparchus, với các tính toán cho kết quả 59–67 R🜨 (376,000–427,000 km hay 233,000–265,000 mi). Phương pháp này sau đó được tìm thấy trong công trình của Ptolemy, ông đã tính ra kết quả là 64+1⁄6 R🜨 (409,000 km hay 253,000 mi) ở điểm xa nhất.

#### Quá cảnh kinh tuyến
Một cuộc viễn chinh của nhà thiên văn người Pháp A.C.D. Crommelin đã quan sát được sự quá cảnh kinh tuyến của Mặt Trăng trong cùng một đêm từ hai địa điểm khác nhau. Các phép đo chi tiết từ năm 1905 tới 1910 đã đo được góc cao vào thời điểm một hố trên Mặt Trăng cụ thể (Mösting A) cắt qua đường kinh tuyến trời địa phương, từ các trạm thiên văn tại Greenwich và tại Mũi Hảo Vọng. Khoảng cách được tính có độ bất định 30 km, và đây là giá trị chính xác nhất có thể trong nửa thế kỷ tiếp theo.

#### Sự che khuất
Bằng cách ghi lại thời điểm khi Mặt Trăng che lấp một ngôi sao phía sau, (hay bằng cách tương tự, đo góc giữa Mặt Trăng và một ngôi sao nền vào một thời điểm đã định trước) khoảng cách Mặt Trăng có thể được xác định, miễn là các đo đạc được thực hiện ở nhiều địa điểm khác nhau với khoảng cách đã biết.
Các nhà thiên văn O'Keefe và Anderson đã tính được khoảng cách Mặt Trăng băgf cách quan sát bốn sự che khuất tại chín địa điểm vào năm 1952. Họ đã tính được độ dài bán trục lớn là 384,4076±47 km (238.859,8 ± 2,9 mi). Giá trị này đã được tinh chỉnh vào năm 1962 bởi Irene Fischer, người đã kết hợp và cập nhật dữ liệu trắc địa để tính ra giá trị 384,4037±2 km (238.857,4 ± 1 mi).

### Radar
Một thực nghiệm đã được tiến hành năm 1957 tại Phòng thí nghiệm Nghiên cứu Hải quân Hoa Kỳ sử dụng tín hiệu vọng từ sóng radar để xác định khoảng cách Trái Đất-Mặt Trăng. Các xung radar kéo dài 2 us đã được phát đi từ một đĩa radio đường kính 50 foot (15 m). Sau khi sóng radio vọng từ bề mặt của Mặt Trăng, tín hiệu trở về được phát hiện và thời gian trễ được đo. Tuy nhiên, trên thực tế, tỉ số tín hiệu so với nhiễu là quá thấp tới mức không thể đưa ra một phép đo chính xác một cách đáng tin cậy.
Thực nghiệm đã được tiến hành một lần nữa vào năm 1958 tại Cơ sở Radar Hoàng gia, ở Anh. Các xung radar kéo dài 5 us đã được phát với công suất cực đại 2 megawatt, với tốc độ lặp 260 xung mỗi giây. Thời gian trễ của tín hiệu vọng đã được đo. Nhiều tín hiệu được tổng hợp để thu được tín hiệu đáng tin cậy bằng cách chồng chập các đường của máy ghi dao động trên tấm phim ảnh. Từ các phép đo này, khoảng cách được tính ra với độ bất định 1,25 km (0,777 mi).
Những thực nghiệm ban đầu được dự định chỉ là chứng minh khái niệm và chỉ kéo dài trong một ngày. Các thực nghiệm tiếp theo trong một tháng đã tính ra độ dài bán trục lớn 384,402±12 km (238,856 ± 0,75 mi), con số đo khoảng cách Mặt Trăng chính xác nhất thời bấy giờ.

### Đo khoảng cách bằng laser

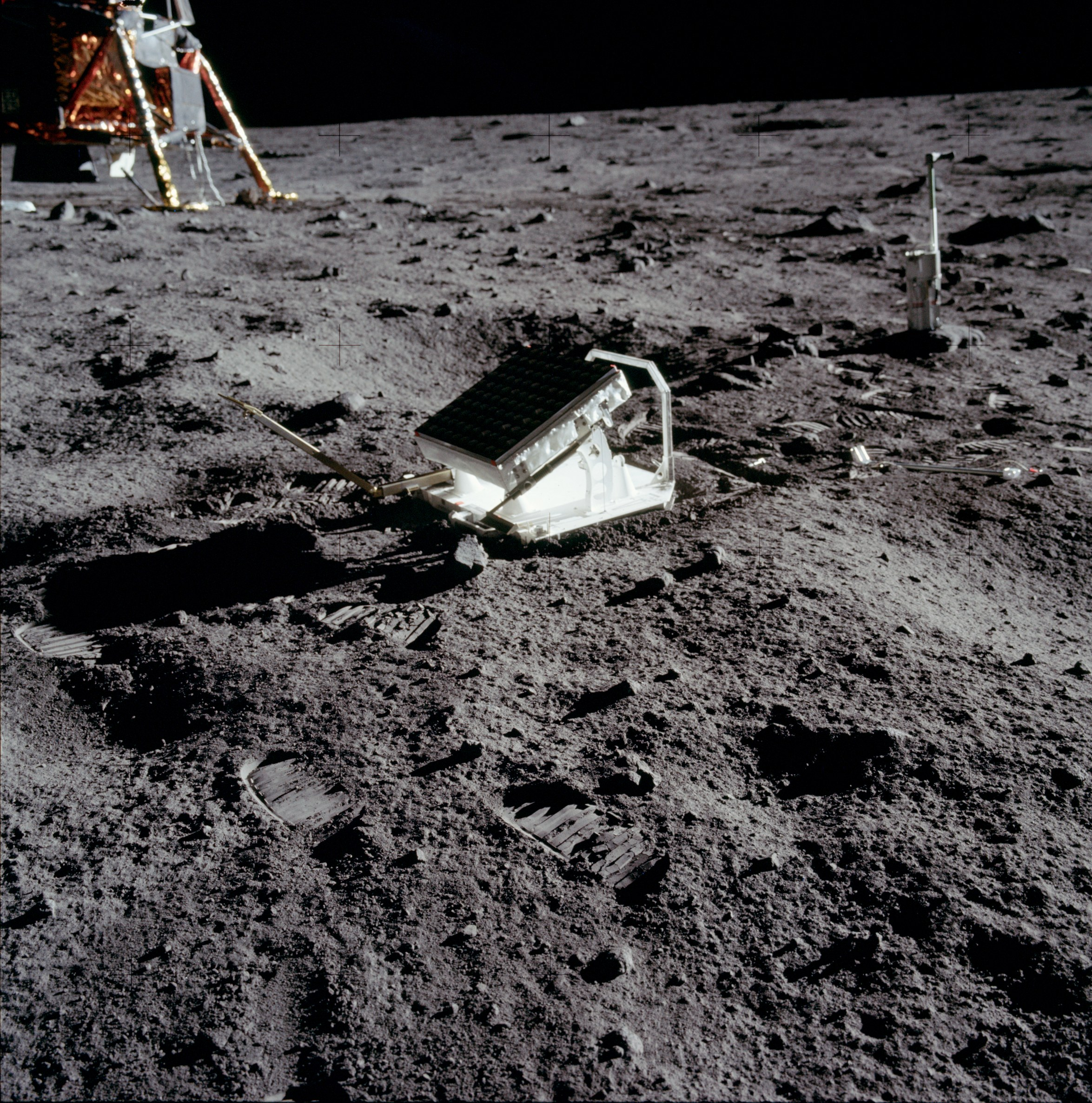
Thí nghiệm đo khoảng cách đến Mặt Trăng bằng tia laser trong nhiệm vụ Apollo 11

Một thí nghiệm đo thời gian truyền khứ hồi của các xung laser được phát từ Trái Đất và phản xạ trở về từ bề mặt Mặt Trăng đã được tiến hành năm 1962, bởi một nhóm nghiên cứu từ Viện Công nghệ Massachusetts, và một nhóm nghiên cứu Liên Xô tại Trạm quan trắc Vật lý thiên văn Crimea.
Trong các nhiệm vụ Apollo năm 1969, các phi hành gia đã đặt các bộ phản xạ ngược trên bề mặt của Mặt Trăng nhằm mục đích tinh chỉnh độ chính xác và độ tập trung phép đo của kỹ thuật này. Các phép đo vẫn đang được tiến hành và liên quan đến nhiều trạm laser. Độ tập trung phép đo tức thời của các thí nghiệm đo khoảng cách Mặt Trăng bằng tia laser có thể đạt tới độ phân giải cỡ vài millimet, và là phương pháp xác định khoảng cách Mặt Trăng đáng tin cậy nhất tới bây giờ. Giá trị bán trục lớn đã được xác định bằng 384,399.0 km.

### Thiên văn nghiệp dư
Thời hiện đại, với khả năng tiếp cận tới các thiết bị đo thời gian chính xác, camera kỹ thuật số với độ phân giải cao, bộ thu GPS, máy tính mạnh mẽ và phương tiện truyền thông gần như tức thời, các nhà thiên văn nghiệp dư ngày nay có thể thực hiện các phép đo khoảng cách Mặt Trăng với độ chính xác cao.
Ngày 23 tháng 10 năm 2007, các bức ảnh về Mặt Trăng trong khi gần che khuất sao Regulus đã được chụp từ hai địa điểm, ở Hy Lạp và Anh. Bằng cách đo góc thị sai giữa Mặt Trăng và ngôi sao nền đã chọn này, khoảng cách Mặt Trăng đã được tính.
Một dự án đầy tham vọng hơn với tên gọi "Chiến dịch Aristarchus" đã được tiến hành vào lúc nguyệt thực ngày 15 tháng 4 năm 2014. Trong sự kiện này, những người tham gia được mời đến để chụp lại một chuỗi năm bức ảnh kỹ thuật số từ khi trăng mới mọc tới lúc đỉnh điểm (thời điểm với cao độ lớn nhất).
Phương pháp này tận dụng thực tế là Mặt Trăng là gần nhất với một người quan sát khi nó ở vị trí cao nhất trên bầu trời, so với khi nó đang ở trên đường chân trời. Mặc dù trông có vẻ như Mặt Trăng là to nhất khi nó gần đường chân trời, điều ngược lại mới đúng. Hiện tượng này được biết với tên gọi ảo giác Mặt Trăng. Lý do của sự khác biệt về khoảng cách là do khoảng cách giữa tâm của Mặt Trăng và tâm của Trái Đất là gần như không đổi trong suốt ban đêm, nhưng một người quan sát đứng trên bề mặt Trái Đất thực ra đang cách tâm Trái Đất một khoảng 1 bán kính Trái Đất. Do sự chênh lệch này, người quan sát là gần nhất với Mặt Trăng khi nó ở trên đỉnh đầu.
Các camera hiện đại bây giờ đã đạt đến mức độ phân giải có khả năng chụp ảnh Mặt Trăng với độ chuẩn xác đủ để nhận biết và quan trọng hơn là đo được sự thay đổi nhỏ này trong kích cỡ. Kết quả của thí nghiệm này được tính ra bằng LD = 6051+391
−419 R🜨. Giá trị được chấp nhận trong đêm đó là 60.61 R🜨, dẫn đến độ chính xác 3%. Phương pháp này có lợi thế là dụng cụ đo cần thiết duy nhất là một máy ảnh kỹ thuật số hiện đại (được trang bị thêm một đồng hồ chính xác, và một bộ thu GPS).
Một số phương pháp thực nghiệm khác để đo khoảng cách Mặt Trăng có thể thực hiện bởi các nhà thiên văn nghiệp dư liên quan tới:
- Chụp các bức ảnh của Mặt Trăng trước lúc nó đi vào vùng bóng nửa tối và sau khi nó đang bị che khuất hoàn toàn lúc nguyệt thực.
- Đo một cách chuẩn xác nhất có thể thời gian tiếp xúc bóng tối trong lúc nguyệt thực.
- Chụp các bức ảnh tốt nhất của nguyệt thực một phần khi hình dạng và kích cỡ của bóng của Trái Đất thấy được rõ nét nhất.
- Chụp một bức ảnh của Mặt Trăng cùng với các thiên thể nền ở trong cùng tầm nhìn, chẳng hạn Spica và Hỏa Tinh – từ nhiều nơi khác nhau.